# Arkadij Dawidowicz
Arkadij Dawidowicz (ros. Аркадий Давидович; właśc. Adolf Filippowicz Freudberg (ros. Адольф Филиппович Фрейдберг); ur. 12 czerwca 1930 w Woroneżu, zm. 25 lutego 2021 tamże) – rosyjski pisarz, aforysta, autor ponad 50000 opublikowanych aforyzmów.

## Życiorys
Urodził się w rodzinie lekarzy: ojciec – wenerolog, matka – pediatra, więc, jak przyznał sam aforysta, „od początku byłem leczony przez matkę, a potem – przez ojca”. W okresie radzieckim Dawidowicz publikował w czasopiśmie „Krokodił” pod pseudonimem „Juliusz Cezar”, „Ernest Hemingway”, „Honore de Balzac”, „A. David, francuski pisarz” w rozdziale „Humor różnych szerokości geograficznych”. Jego prace są włączane do rozmaitych zbiorów aforyzmów. Za własne środki pisarz wydawał zbiory aforyzmów z autorskiej serii „Prawa bytu, w tym niebytu”. Po śmierci w 1966 r. znanego polskiego aforysty Stanisława Jerzego Leca Dawidowicz komentował następująco: „Jerzy Lec jest moim ojcem, którego usynowiłem”.
W 1976 wraz z Walentiną Zołotych założył unikatowe muzeum aforystyki.
W 2010 w zbiorze „Koniec świata dobrze się skończy” został „uznany za nieuznanego geniusza”, a do lata 2012 liczba ludzi, która uznała Arkadija za geniusza aforystyki, wzrosła na tyle, że utworzono fan club pisarza. 15 października 2012 Klub Dawidowicza rozpoczął nowy projekt edukacyjny pt. „Aforyzm jako słowo z wielkiej litery”, który ma polegać na edukacji poprzez aforyzmy Dawidowicza. 21 marca 2013 projekt otrzymał wsparcie ze strony Filii Moskiewskiego Instytutu Ekonomicznego-Humanitarnego w Woroneżu.
Był jednym z autorów periodyku „Zdrowy rozsądek”, który się ukazał się pod szyldem Rosyjskiego Towarzystwa Humanistycznego.

## Publikacje
Stał się absolutnym liderem jeśli chodzi o liczbę aforyzmów opublikowanych w książkach „Antologia Mądrości”, „Antologia myśli w aforyzmach”, „Mądrość Rosji. Od Włodzimierza Monomacha do naszych dni”, „Nowa Księga aforyzmów”, „Wieka Księga aforyzmów”, wyprzedzając w rankingach cytowań takich autorów jak Stanisław Jerzy Lec, Friedrich Nietzsche, Lew Tołstoj czy Artur Schopenhauer.
W 2014 roku brał udział w polsko-rosyjskim badaniu naukowym, dotyczącym szeroko pojętej modernizacji w Federacji Rosyjskiej. Rezultaty tego badania opublikowano w monografii „Rosyjski Wielki Skok”.
W 2015 ukazał się zbiór aforyzmów „Je suis Davidowitz” w przekładzie na hindi, perski, hebrajski, chiński, grecki, angielski, francuski, gruziński, niemiecki, włoski i inne języki. W tym właśnie tomie po raz pierwszy opublikowano aforyzmy Dawidowicza w języku polskim w tłumaczeniu z języka rosyjskiego dr Iwony Massaki.